# フィッシュバッハタール
フィッシュバッハタール (ドイツ語: Fischbachtal) は、ドイツ連邦共和国ヘッセン州ダルムシュタット＝ディーブルク郡に属す町村（以下、本項では便宜上「町」と記述する）。

## 地理

### 位置
フィッシュバッハタールは、オーデンヴァルト北部に位置する。

### 隣接する市町村
フィッシュバッハタールは、北はグロース＝ビーベラウ、南東はフレンキシュ＝クルムバッハ（オーデンヴァルト郡）およびリンデンフェルス（ベルクシュトラーセ郡）（ただし境界は短い）、西はモーダウタールと境を接する。

### 自治体の構成
自治体としてのフィッシュバッハタールは、ビリングス、リヒテンベルク、メスバッハ、ニーデルンハウゼン（行政組織はこの地区にある）、ノンロート、シュタイナウの各地区からなる。

## 歴史
1971年12月11日にリヒテンベルクの城館礼拝堂で、町の境界変更条約の調印と新しい自治体フィッシュバッハタールの洗礼式が執り行われた。この合併は、それまで独立した町村であった以下の4つの自治体の自由意思による合併であった。
- シュタイナウ
- ビリングス（メスバッハとノンロートを含む）
- リヒテンベルク（オーベルンハウゼンを含む）
- ニーデルンハウゼン

これらの地区は、長い間、地理的・経済的・文化的に密接な結びつきを保ってきた。

## 行政

### 議会
フィッシュバッハタールの議会は15議席からなる。

## 見所

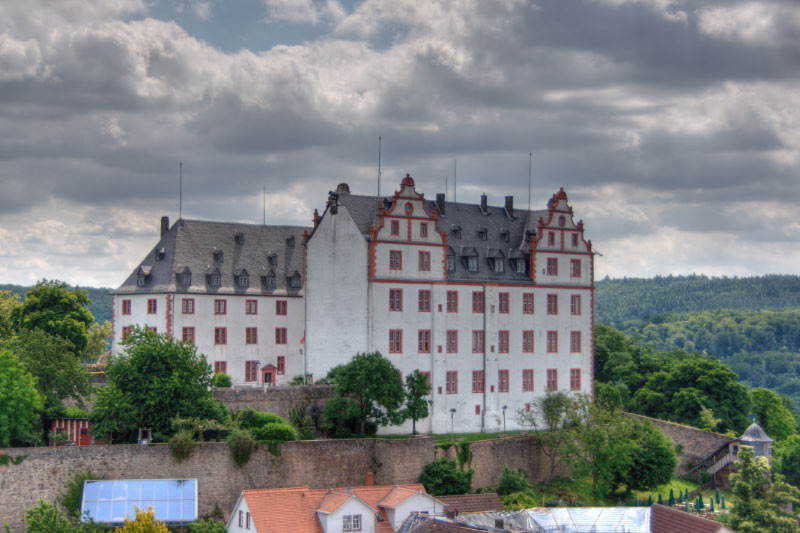
リヒテンベルク城

カッツェンエルンボーゲン伯は1200年頃に城塞を築いた。1228年からカッツェンエルンボーゲン伯ディーター4世は自ら「Comes de Lichtenberg」と名乗った。ヘッセン＝ダルムシュタット方伯ゲオルク1世は1570年から1581年の間に、この城の基礎壁の上に城館を築いた。当時、この城館はこの渓谷一帯の象徴的建造物であり、文化的中心であった。
この洗練されたルネサンス建築には、現在オーデンヴァルト地方博物館が入っている。ここでは、1908年からリヒテンベルクで暮らした「オーデンヴァルトとその人々の画家」ヨハネス・リップマン（1858年 - 1935年）作品を見ることができる。
1967年に完成したビリングス地区のプロテスタント礼拝堂は、カタツムリの殻のような形をしたコンクリート建築である。

## 年中行事
- コンサートシリーズ「リヒテンベルク・城館コンサート」は1971年から開催されている。このコンサートは南ヘッセンのカルチャーサマーの一部である。
- リヒテンベルクのアドベントマーケットは、リヒテンベルク地区の旧中心部にある趣のある城館や塁壁前で毎年アドベントの第1週末に開催されている。
- ノンシュトック・フェスティバルは、毎年9月の第2週末に開催される。このフェスティバルには町の人口の大部分にあたる約2,000人の観客が来る。

## 交通
フィッシュバッハタールのいくつかの地区は、バス路線によって周辺町村と結ばれている。

## 引用
1. ↑  Hessisches Statistisches Landesamt: Bevölkerung in Hessen am 31.12.2023 (Landkreise, kreisfreie Städte und Gemeinden, Einwohnerzahlen auf Grundlage des Zensus 2011)]